# RegioInfra
Die RegioInfra Gesellschaft mbH (RIG) ist ein 2009 von ENON Gesellschaft mbH & Co. KG und Prignitzer Leasing AG gegründetes Eisenbahninfrastrukturunternehmen, das in Mecklenburg-Vorpommern, Brandenburg und Sachsen-Anhalt durch ihre Tochtergesellschaft Regio Infra Nord-Ost GmbH (RIN) rund 375 Kilometer Eisenbahnstrecken und Bahnhöfe betreibt.

## Geschichte
Gegründet wurde die RegioInfra Gesellschaft im Jahr 2009 als Eisenbahninfrastrukturunternehmen (EIU), dessen Sitz sich zunächst in Rangsdorf befand.
Ende 2010 kaufte das Unternehmen die Bahnstrecke Neustadt–Herzberg von der DB Netz AG und übernahm im April 2011 die Betriebsführung. Um den Schienengüterverkehr zu fördern wurde im April 2012 eine Ladestraße im Gewerbegebiet Temnitz-Park reaktiviert und ein Probe-Containerzug dort entladen. Gleichzeitig wurde auch die Bahnstrecke Mirow–Wittstock erworben, auf der inzwischen die Schienen weitgehend entfernt wurden und ein Radweg angelegt werden soll.
Seit 2011 betreibt die RegioInfra mit dem „Rundbus“ auch einen Ausflugsverkehr rund um den Plauer See. Gefahren wird zwischen April und September/Oktober zweistündlich im Uhrzeigersinn zwischen Plau am See, Karow, Malchow und Stuer zurück nach Plau. An allen Unterwegshalten können die Fahrgäste zu- und aussteigen. In Kooperation mit der im Unternehmensverbund befindlichen Eisenbahngesellschaft Potsdam (EGP) kann man 2013 zwischen den Ausflugszügen der EGP und den "Rundbussen" umsteigen. Ein Kombiticket für Bus und Bahn wird ebenfalls angeboten.
Nachdem DB Netz Anfang Juli 2011 die Bahnstrecke Löwenberg–Rheinsberg zur Übernahme durch andere EIU ausgeschrieben hatte, erhielt die RIG Ende Dezember 2011 den Zuschlag und betreibt die Strecke seit April 2012 auf Pachtbasis. Diese Strecke schließt in Herzberg (Mark) an die bereits der RIG gehörenden Strecke nach Neustadt (Dosse) an.
Am 10. Juli 2012 wurde die Prignitzer Eisenbahn Infrastruktur GmbH, eine Tochtergesellschaft der Prignitzer Eisenbahn GmbH (PEG), von der Gesellschaft rückwirkend zum 1. Januar 2012 übernommen. Die übernommene Infrastruktur umfasst die Strecken Karow – Waren, Blankenberg – Dabel, Neustadt (Dosse) – Pritzwalk – Meyenburg – Karow – Priemerburg und Pritzwalk – Putlitz. Neben den Strecken wurden das Werkstattgelände der PEG in Meyenburg, die Büroräume in Putlitz und auch alle Mitarbeiter übernommen. Die Nord-Süd-Verbindung von Rostock nach Pritzwalk wird für andere Eisenbahnverkehrsunternehmen als Alternative zu den Strecken von DB-Netz über Neustrelitz oder Schwerin beworben.
Im Dezember 2012 übernahm die RIN die Strecke Neustrelitz–Mirow, auf der der Schienenpersonenverkehr vom Land Mecklenburg-Vorpommern zum Fahrplanwechsel im Dezember 2012 abbestellt wurde. Der SPNV wird jedoch unter der Trägerschaft des Landkreises nun auch weiterhin erbracht, finanziert mit den Mitteln eines Schienen-Ersatz-Verkehres und durchgeführt durch die Eisenbahngesellschaft Potsdam (EGP).
Seit 2013 betreibt RegioInfra im Auftrag der Hansestadt Greifswald die Bahnstrecke Greifswald–Ladebow zum Hafen, die am 15. Januar 2014 nach grundlegender Sanierung nach elf Jahren wiedereröffnet wurde.
Im Zusammenhang mit dem eigenwirtschaftlichen Verkehr durch die Hanseatische Eisenbahn auf dem vom Land Mecklenburg-Vorpommern abbestellten Abschnitt der Mecklenburgischen Südbahn hat die RIN am 9. Dezember 2014 den an ihr bestehendes Netz anschließenden Streckenabschnitt Parchim – Karow von DB Netz übernommen.
Nach längeren Verhandlungen, an denen auch die Bundeswehr beteiligt war, pachtet die RIN zum 1. März 2015 die Bahnstrecke Biederitz–Altengrabow von DB Netz. Durch die Militärtransporte zum Truppenübungsplatz in Altengrabow findet weiterhin Güterverkehr auf der Strecke statt. Anfang 2015 übernahm das Unternehmen auch die Betriebsführung der in eine öffentliche Eisenbahninfrastruktur umgewandelten und im städtischen Besitz befindlichen Industrie- und Hafenbahn Wittenberge.
Am 16. Januar 2017 schrieb die Regio Infra Nord-Ost den Streckenabschnitt Werneuchen–Tiefensee zur Übernahme durch andere Eisenbahninfrastrukturunternehmen aus. Ende 2017 gab es keinen Käufer, sodass die Strecke in der Hand der Draisinenbahn BB GmbH und RIG weiterhin verblieben, jedoch November 2020 wurde der Bahnhof Tiefensee mitsamt dem Streckenabschnitt Werneuchen-Tiefensee an KGT verkauft. 
Im Oktober 2017 verkaufte der bisherige Anteilseigner Prignitzer Leasing AG seinen 50-%-Anteil an die Deutsche Eisenbahn Service AG, die damit Alleingesellschafterin wurde.
Zum 1. Oktober 2018 wurde der Streckenabschnitt Ganzlin–Stuer stillgelegt.
Am 3. April 2019 kündigte die RegioInfra an, ein Stilllegungsverfahren für die Streckenabschnitte Priemerburg – Karow (Meckl) – Plau am See und Parchim – Karow (Meckl) – Inselstadt Malchow einzuleiten. Der Versuch, nach Abbestellung des SPNVs auf der Südbahn tragfähige Konzepte zur Nachnutzung der Infrastruktur zu erarbeiten, war am Willen der Landesregierung gescheitert.
Im November 2019 einigten sich die RegioInfra Nord-Ost GmbH, das Land Mecklenburg-Vorpommern und die beteiligten Landkreise auf die Erhaltung der Infrastruktur der Südbahntrasse bis 2027. Hierbei wird in den Sommermonaten (ab 2021 von Mai/Juni bis September/Oktober) am Wochenende die Linie RB 14 von Parchim über Karow bis Plau am See verlängert. Außerdem werden die RB 15 von Inselstadt Malchow nach Karow und die RB 74 von Meyenburg ab 2021 nach Plau am See verlängert. Ab 2023 wurde die RB 15 von Karow nach Plau verlängert, so dass sich auf diesem Streckenabschnitt im Wechsel mit der RB 14 ein Stundentakt ergibt.
Im Dezember 2022 übernahm die RIN die Strecke Templin – Joachimsthal von der Hanseatischen Infrastrukturgesellschaft.
Die zwischen August 2025 und April 2026 vorgesehene Generalsanierung der Bahnstrecke Berlin–Hamburg führt dazu, dass für Baulogistik und Umleiterverkehre mehrere Strecken der RIN mit 40 Millionen Euro Bundesmitteln im Rahmen des Budgets der Generalsanierung saniert werden. Dabei soll insbesondere die Tragfähigkeit und zulässige Höchstgeschwindigkeit der Strecken erhöht werden. Betroffen sind die Strecken Neuruppin–Herzberg, Herzberg–Löwenberg und Neustadt–Pritzwalk. Die ersten beiden Strecken müssen im Zeitraum März bis Juni 2025 ertüchtigt werden, da auf ihnen der Prignitz-Express während der gleichzeitig stattfindenden Dammsanierung der Strecke Neuruppin–Kremmen umgeleitet werden soll.

## Infrastruktur
Die RIN betreibt folgende eigene oder gepachtete Bahnstrecken sowie Strecken, die im Auftrag anderer EIU betrieben werden (insgesamt 380 Kilometer Betriebsstrecken und 48 Kilometer Strecken außer Betrieb):
- Rathenow–Rathenow Nord (seit September 2011, stillgelegt 2013[24], 3 km)
- Neustadt–Herzberg (außer Neuruppin West – Neuruppin Rheinsberger Tor, seit April 2011, 41 km)
- Löwenberg–Rheinsberg (seit April 2012, 38 km)
  - mit Rheinsberg–Stechlinsee (Betriebsführer für EWN, 10 km)
- Neustadt–Meyenburg (seit Januar 2012, 64 km)
- Wittstock–Starsow (seit Ende 2010, stillgelegt, 25 km)
- Mirow–Neustrelitz (seit Dezember 2012, 22 km)[6]
- Ganzlin–Röbel (Abschnitte Ganzlin – Stuer (7 km) und Stuer – Röbel (20 km) stillgelegt)[25]
- Priemerburg–Meyenburg (seit Januar 2012, 56 km)
- Parchim–Karow (seit Dezember 2014, 35 km)
- Karow–Waren (seit Januar 2012, 35 km)
- Pritzwalk–Putlitz (seit Januar 2012, 17 km, zwischen Pritzwalk West und Laaske stillgelegt)
- Wismar–Karow mit den Streckenabschnitten Blankenberg (Meckl) – Dabel (seit Januar 2012, 19 km) und Damerower Forst – Karow (Meckl) (4 km)
- Biederitz–Altengrabow (seit 1. März 2015, 38 km)
- Joachimsthal–Templin (seit 11. Dezember 2022, 26 km)

Planmäßiger Verkehr findet auf circa 180 Kilometern statt, das sind knapp 50 Prozent des Betriebsstreckennetzes. Der überwiegende Teil davon entfällt auf den bestellten, teilweise nur saisonalen Schienenpersonennahverkehr und 22 Kilometer weisen planmäßigen Güterverkehr auf. Mit 800.000 Tonnen beförderten Gütern ist die Auslastung des Streckennetzes nur gering.
Außerdem betreibt sie die Verkehrsstationen Straßgräbchen-Bernsdorf und Wiednitz an der Bahnstrecke Lübbenau–Kamenz.
Im Rahmen des vom Bundesministerium für Digitales und Verkehr geförderten Forschungsprojektes Gigabit Innovation Track (GINT) wurde Anfang 2024 der 14 Kilometer lange Streckenabschnitt Karow–Malchow der Mecklenburgischen Südbahn von drei verschiedenen Telekommunikationsunternehmen unter anderem durch Errichtung von 13 je rund 15 Meter hohen Funkmasten zum Test der Erhöhung der Datenübertragungsrate für den zukünftigen digitalen Zugfunk Future Rail Mobile Communication System (FRMCS) ertüchtigt. Zur Durchführung der Messfahrten mit dem Advanced Trainlab wurde auf dem geraden Abschnitt zwischen dem Karower Meiler und dem Agroneum in Alt Schwerin die zulässige Höchstgeschwindigkeit für dieses Fahrzeug auf bis zu 140 km/h erhöht.

## Busverkehr
Die RegioInfra war Betreiber folgender touristische Busangebote:
- Rundbus Plauer See (zwischen Plau am See, Karow, Malchow und Stuer, seit 2011)
- Fleesensee-Shuttle (Göhren-Lebbin, seit 2013)

- Ückeritz-Shuttle (2016–2019)

Die Leistungen werden seit 2023 von der TUL agroservice erbracht, die ebenfalls Teil der ENON-Gruppe ist.